# Werner Mittelstaedt

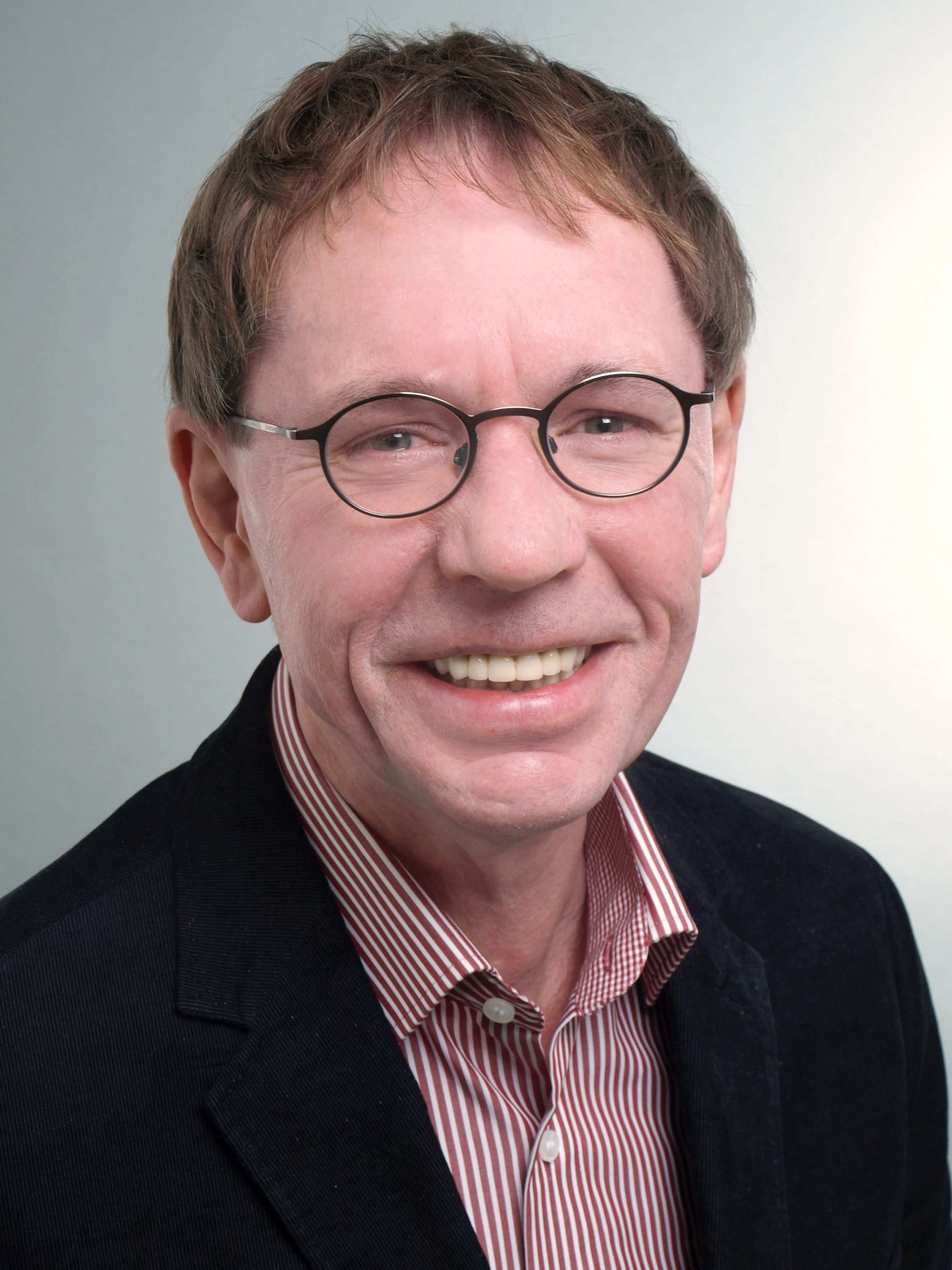
Werner Mittelstaedt (2012)

Werner Mittelstaedt (* 1954 in Gelsenkirchen) ist ein deutscher Autor, Zukunftsforscher und Zukunftsphilosoph. 
Seine Themenschwerpunkte sind qualitatives Wachstum, nachhaltige Entwicklung, Zukunftsforschung, Zukunftsgestaltung, Chaostheorie, Globalisierung, zukunftsfähige Wissenschaft und Technik, Zukunftsethik, Nord-Süd-Verhältnis, Frieden, Fortschritt und langfristige globale Megatrends.

## Leben
Werner Mittelstaedt ist Initiator und ehemaliger Vorsitzender der am 26. März 1977 gegründeten und am 11. August 2007 aufgelösten Gesellschaft für Zukunftsmodelle und Systemkritik e. V. (GZS). Im ISG/Stadtarchiv der Stadt Gelsenkirchen wurden im Juli 2009 die vollständigen GZS-Dokumente archiviert und in einem Findbuch dokumentiert. Werner Mittelstaedt ist Autor von Monografien, Beiträge in Büchern, E-Books, Zeitschriften und im Internet. Die Zeitschrift Blickpunkt Zukunft wurde von ihm im Jahre 1980 gegründet. Die erste Ausgabe erschien im April 1981. Im Zeitraum Oktober 2008 bis April 2014 gab er sie zusammen mit der Vereinigung Deutscher Wissenschaftler (VDW) heraus. Seitdem gibt er die Zeitschrift alleine heraus. Im Jahre 1994 wurde er wegen seiner Leistungen für die Zukunftsforschung und Zukunftsgestaltung als Mitglied in die Vereinigung Deutscher Wissenschaftler (VDW) aufgenommen. Vorstandsmitglied in der Vereinigung Deutscher Wissenschaftler (VDW) von 2019 bis 2023. Er gehört zu den Gründungsmitgliedern des im Jahre 2007 gegründeten Netzwerk Zukunftsforschung.

## Veröffentlichungen
- Wachstumswende. Chance für die Zukunft. Wirtschaftsverlag Langen-Müller/Herbig, München 1988. ISBN 3-7844-7233-8.
- Zukunftsgestaltung und Chaostheorie. Grundlagen einer neuen Zukunftsgestaltung unter Einbeziehung der Chaostheorie. Verlag Peter Lang, Frankfurt/Main, Berlin, Bern, New York, Paris und Wien, 1993, ISBN 3-631-45221-7.
- Der Chaos-Schock und die Zukunft der Menschheit. Verlag Peter Lang Frankfurt/Main, Bern, New York, Paris und Wien, 1997. ISBN 3-631-49767-9.
- Frieden, Wissenschaft, Zukunft 21. Visionen für das neue Jahrhundert. Verlag Peter Lang Frankfurt/Main, Bern, New York, Brüssel, Paris und Wien, 2000, ISBN 3-631-36087-8.
- Kurskorrektur. Bausteine für die Zukunft.  Büchergilde Gutenberg (Edition Büchergilde), Frankfurt/Main, Wien und Zürich 2004, ISBN 3-936428-33-6.
- Kurskorrektur. Bausteine für die Zukunft.  Büchergilde Gutenberg (Edition Zeitkritik), Frankfurt/Main, Wien und Zürich 2004, ISBN 3-7632-5456-0.
- Blickpunkt Zukunft. Beiträge und Zeitdokumente zur Zukunfts- und Friedensdiskussion (Hrsg.), BoD Norderstedt 2006, ISBN 3-8334-3986-6.
- Das Prinzip Fortschritt. Ein neues Verständnis für die Herausforderungen unserer Zeit. Verlag Peter Lang Frankfurt/Main, Berlin, Bern, Bruxelles, New York, Oxford und Wien 2008, ISBN 978-3-631-57527-7.
- SMALL. Warum weniger besser ist und was wir dazu wissen sollten. Verlag Peter Lang Frankfurt/Main, Berlin, Bern, Bruxelles, New York, Oxford und Wien 2012, ISBN 978-3-631-61953-7. (Als E-Book: ISBN 978-3-653-01839-4).
- Zeitdokumente zur Zukunfts- und Friedensdiskussion. Reprints BLICKPUNKT ZUKUNFT Ausgaben 1 - 60. (Hrsg.), BoD Norderstedt 2014, ISBN 978-3-735-77608-2.
- Tipping Point (Roman). NOEL-Verlag Oberhausen/Obb. 2017, ISBN 978-3-954-93229-0.
- Anthropozän und Nachhaltigkeit. Denkanstöße zur Klimakrise und für ein zukunftsfähiges Handeln. Verlag Peter Lang Berlin, Bern, Bruxelles, New York, Oxford, Warszawa und Wien 2020, ISBN 978-3-631-82521-1.
- Tipping Point 2029. A Play on Climate Change. Co-Autor: Wolf Heidecker. BoD Norderstedt 2022, ISBN 978-3-754-34396-8.
- Transformation und Ambivalenz. Steht die Welt vor dem Kollaps? Kurskorrektur oder Klimakatastrophe. Verlag Peter Lang Berlin, Bern, Bruxelles, New York, Oxford, Warszawa und Wien 2023, ISBN 978-3-631-88978-7.

## Theaterstücke
- Tipping Point – Kipp-Punkt. Theaterverlag Theaterbörse GmbH, Braunschweig, Februar 2016
- Tipping Point 2029. A Play on Climate Change. Co-Autor: Wolf Heidecker. BoD Norderstedt 2022, ISBN 978-3-754-34396-8.